# Hydraena bispica
Hydraena bispica (лат.) — вид жуков-водобродок рода Hydraena из подсемейства Hydraeninae. Назван bispica по двум коротким остриям на вершине основного отростка эдеагуса.

## Распространение
Встречаются на Мадагаскаре.

## Описание
Водобродки мелкого размера (около 2 мм), удлинённой формы. Дорзум с головой и пронотальным диском темно-коричневый до светло-коричневого цвета; пронотум с полями светло-коричневый до коричневого; надкрылья коричневые; ноги светло-коричневые до буроватых; нижнечелюстные щупики светло-коричневые до буроватых, дистальная 1/3 последнего пальпомера немного темнее, кроме вершины. Голова с наличником умеренно мелко и густо пунктирована; лоб крупно густо пунктирован, междоузлия узкие. Пронотум густо и глубоко пунктирован. Грудь умеренно мелко пунктирована, промежутки блестящие; постментум слабо шершавый, тусклый. Щёки приподняты, блестящие, задний край резкий, задний гребень очень слабо приподнят, прерван по срединной линии. Крупнее других близких представителей группы и с боковыми краями переднеспинки немного более дугообразными. Эдеагус отличается в нескольких отношениях от эдеагуса других видов, включая наличие у основного отростка двух коротких острых точек на вершине. Взрослые жуки, предположительно, как и близкие виды, растительноядные, личинки плотоядные.

## Классификация
Вид был впервые описан в 2017 году американским энтомологом Philip Don Perkins (Department of Entomology, Museum of Comparative Zoology, Гарвардский университет, Кембридж, США) по типовым материалам с острова Мадагаскар. Включён в состав подрода Monomadraena вместе с видами H. bisinuloba, H. quatriloba, H. impressicollis, H. bergsteni и H. furcula.